# Nursułtan Nazarbajew

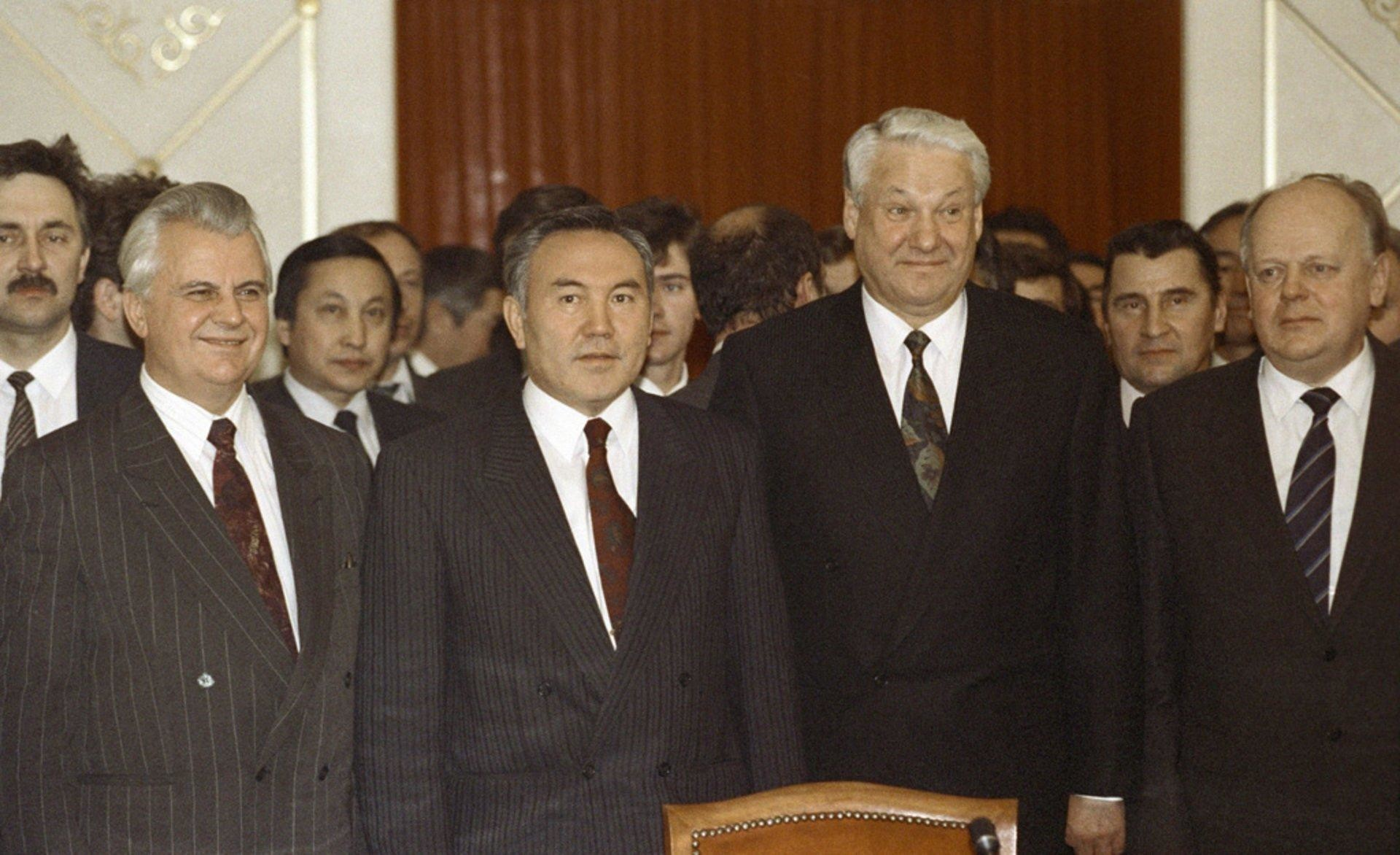
Od lewej: Leonid Krawczuk, Nursułtan Nazarbajew, Boris Jelcyn i Stanisłau Szuszkiewicz (1991)

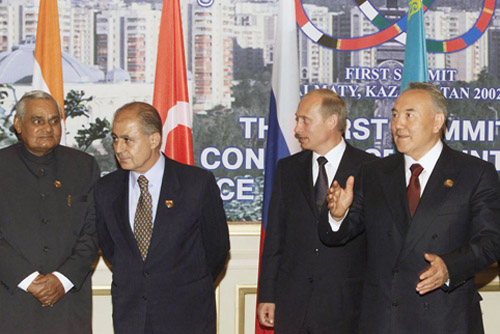
Od prawej: Nursułtan Nazarbajew, Władimir Putin, Ahmet Necdet Sezer i Atal Bihari Vajpayee (2002)

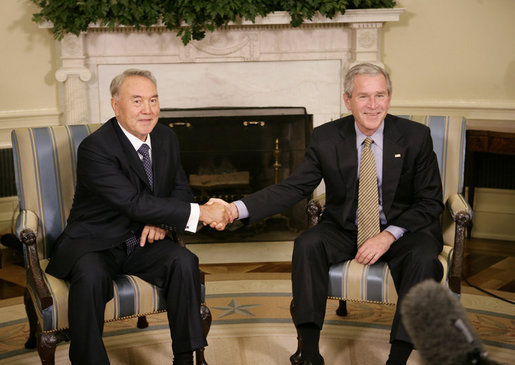
Nazarbajew i prezydent Stanów Zjednoczonych George W. Bush (2006)

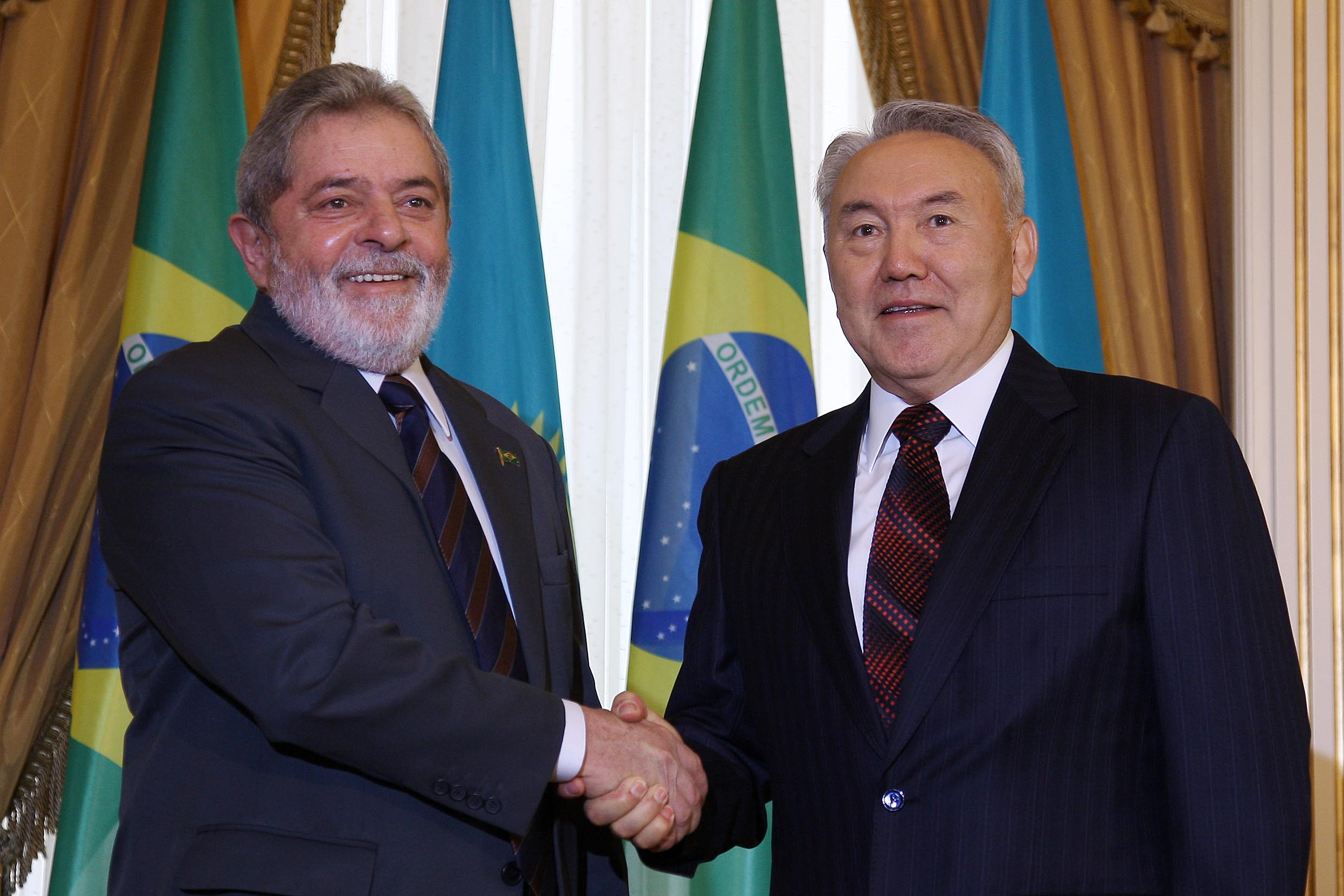
Nursułtan Nazarbajew i Luiz Inácio Lula da Silva (2009)

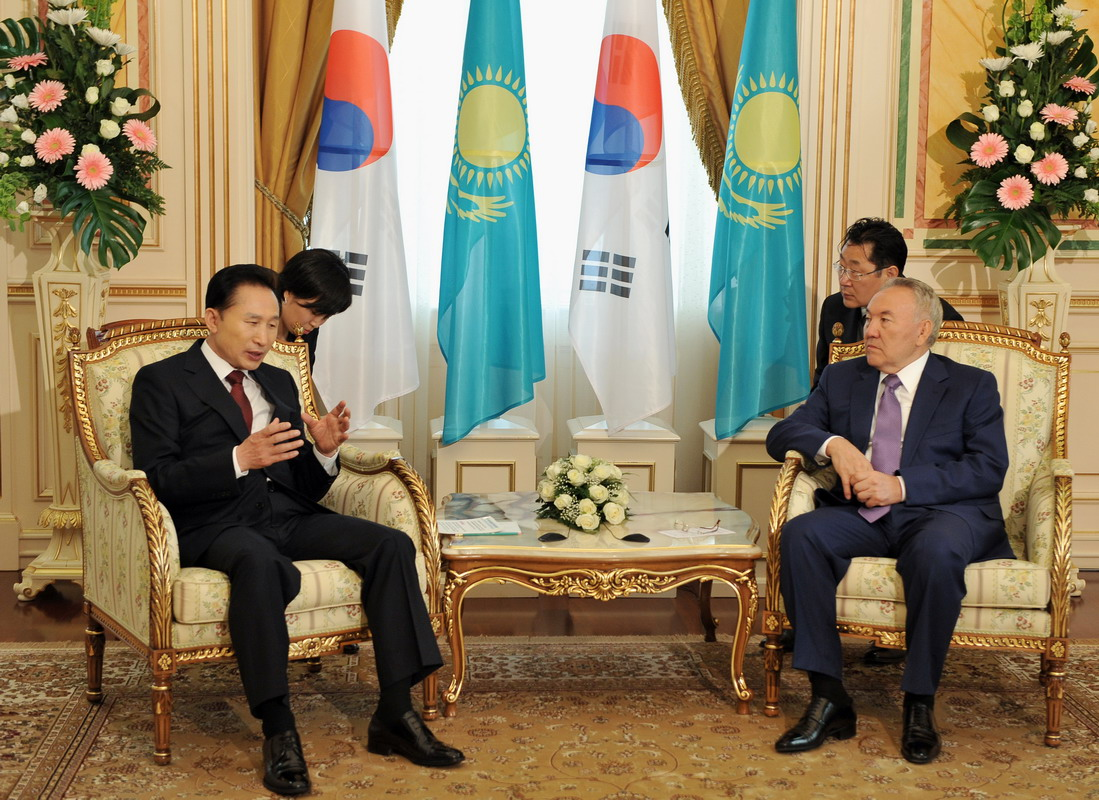
Nursułtan Nazarbajew i Lee Myung-bak (2009)

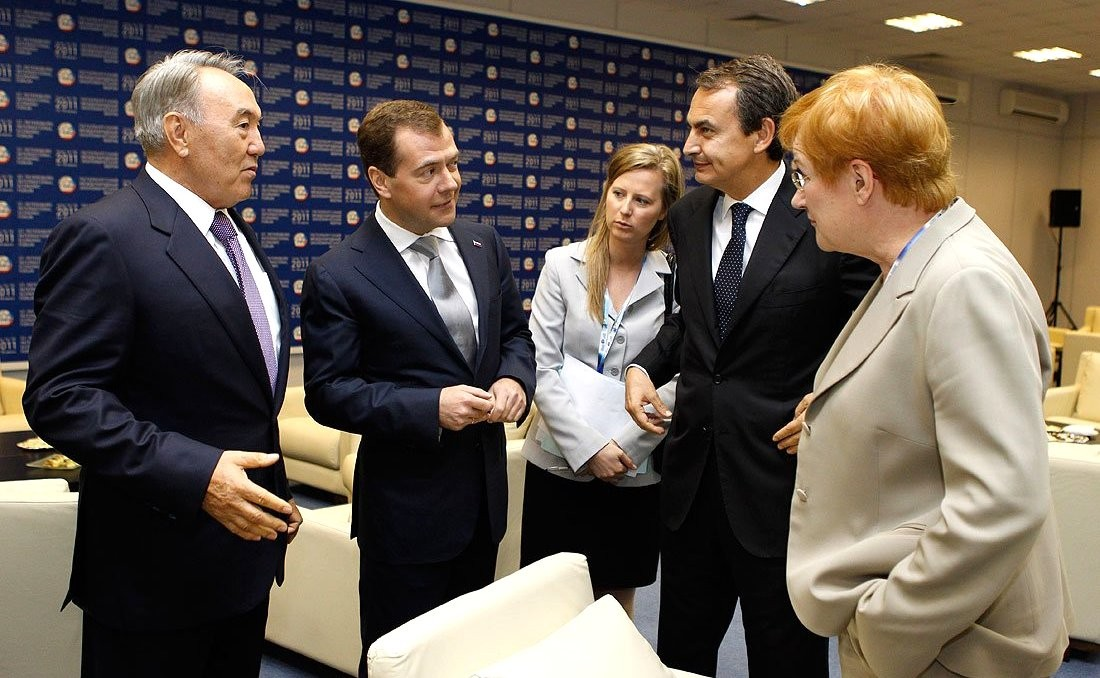
Nursułtan Nazarbajew z Dmitrijem Miedwiediewem, Jose Luisem Rodriguezem Zapatero i Tarją Halonen (2011)

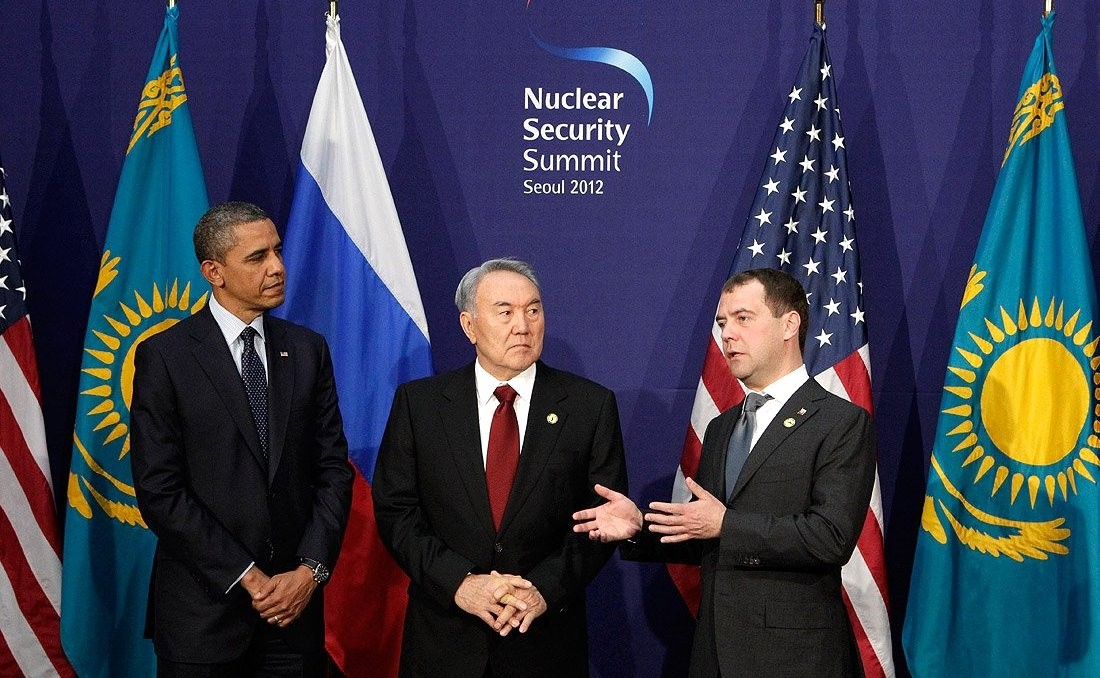
Nursułtan Nazarbajew wraz z Barackiem Obamą i Dmitrijem Miedwiediewem podczas szczytu nuklearnego w Seulu (2012)

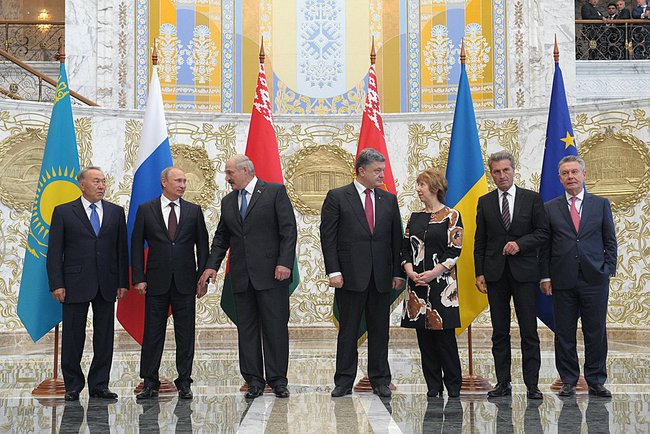
Nursułtan Nazarbajew na szczycie Unia Europejska – Ukraina – Unia Celna w Mińsku (2014)

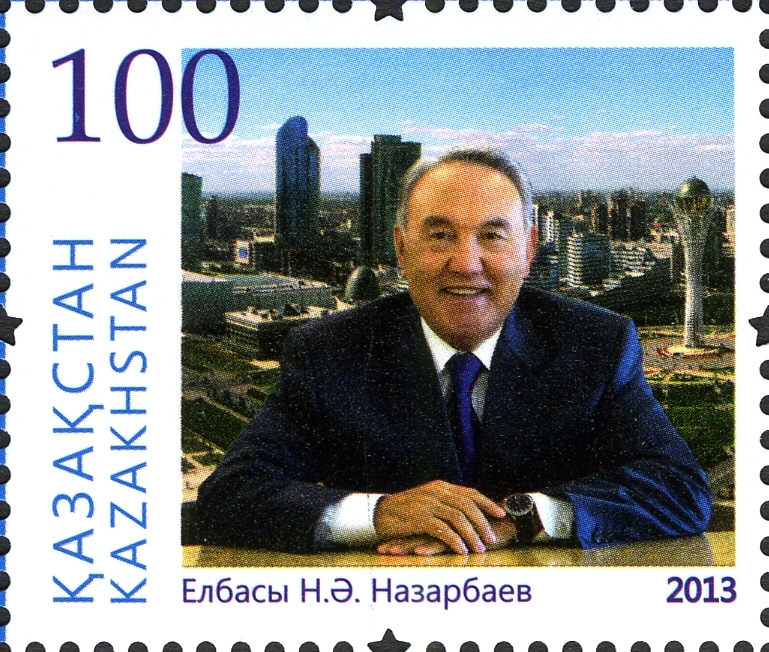
Znaczek pocztowy z wizerunkiem Nursułtana Nazarbajewa

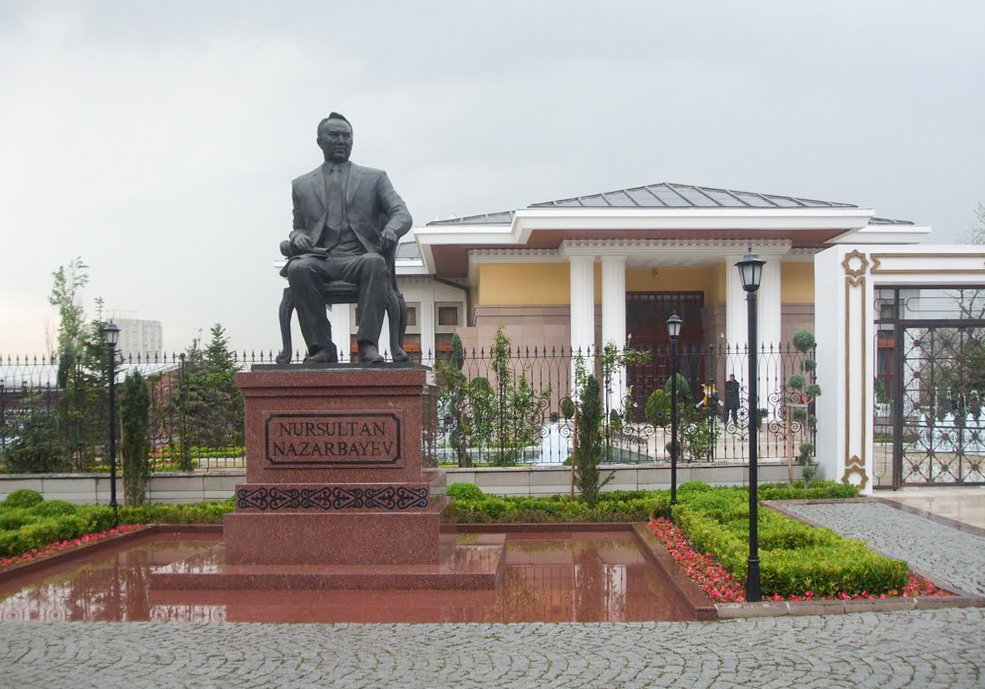
Pomnik Nursułtana Nazarbajewa w Ankarze w Turcji

Nursułtan Äbyszuły Nazarbajew, kaz. Нұрсұлтан Әбішұлы Назарбаев, ros. Нурсултан Абишевич Назарбаев, Nursułtan Abiszewicz Nazarbajew (ur. 6 lipca 1940 w Szamałganie koło Ałma-Aty) – kazachski polityk, pierwszy sekretarz Komitetu Centralnego Komunistycznej Partii Kazachskiej SRR w latach 1989–1991, prezydent Kazachskiej SRR w latach 1990–1991, prezydent Kazachstanu w latach 1991–2019, przewodniczący partii Nur Otan w latach 2007–2022. Od 2019 honorowy prezydent Rady Współpracy Państw Języków Turkijskich.
W 2010 parlament nadał mu tytuł Jelbasy, co oznacza „przywódca narodu”.

## Życiorys

### Młodość i kariera w KPZR
Od 1960 pracował jako robotnik budowlany w przedsiębiorstwie „Kazmietałłurgstroj” w Temyrtau. Następnie pracował na różnych stanowiskach w Karagandyjskim Zakładzie Metalurgicznym (od 1966 Karagandyjski Kombinat Metalurgiczny).
W 1962 został członkiem Komunistycznej Partii Związku Radzieckiego. W 1967 ukończył studia techniczne przy Karagandyjskim Kombinacie Metalurgicznym.
Od 1969 pracował w aparacie Komunistycznej Partii Kazachstanu; w latach 1969–1973 w aparacie Komunistycznej Partii Kazachstanu i Komunistycznego Związku Młodzieży w Temyrtau, w latach 1973–1977 jako sekretarz Komitetu Zakładowego Komunistycznej Partii Kazachstanu w Karagandyjskim Kombinacie Metalurgicznym, w latach 1977–1979 jako sekretarz i II sekretarz Komitetu Obwodowego Komunistycznej Partii Kazachstanu w Karagandzie, a w latach 1979–1984 jako sekretarz Komitetu Centralnego Komunistycznej Partii Kazachstanu.
22 marca 1984 został powołany na stanowisko premiera Kazachskiej Socjalistycznej Republiki Radzieckiej. Był zwolennikiem reform wprowadzanych przez sekretarza generalnego KC Komunistycznej Partii Związku Radzieckiego Michaiła Gorbaczowa. Dzięki poparciu dla reform Gorbaczowa i przyjaznym stosunkom z radzieckim przywódcą, 22 czerwca 1989 objął stanowisko pierwszego sekretarza Komitetu Centralnego Komunistycznej Partii Kazachstanu. 27 lipca 1989 na stanowisku premiera Kazachskiej Socjalistycznej Republiki Radzieckiej zastąpił go Uzakbaj Karamanow. Od 22 lutego do 24 kwietnia 1990 pełnił funkcję przewodniczącego Rady Najwyższej Kazachskiej Socjalistycznej Republiki Radzieckiej, konstytucyjnej głowy republiki związkowej. 24 kwietnia 1990 został powołany na nowo utworzone stanowisko prezydenta republiki związkowej. Po stłumieniu puczu sierpniowego w Moskwie, 28 sierpnia 1991 Nazarbajew zrezygnował z członkostwa w partii.

### Prezydent Kazachstanu

#### Pierwsza i druga kadencja (1991–2006)
W pierwszych wyborach prezydenckich w historii Kazachstanu, które odbyły się 1 grudnia 1991 (dzień ten później ogłoszono świętem narodowym jako Dzień Pierwszego Prezydenta) wygrał uzyskując wynik 98,80%. Jego kadencja miała trwać cztery lata. 16 grudnia 1991 Kazachstan ogłosił niepodległość jako ostatnia z republik upadającego ZSRR. 29 kwietnia 1995 odbyło się referendum, w którym mieszkańcy Kazachstanu większością głosów wydłużyli kadencję Nazarbajewa do 2000 roku. 30 sierpnia 1995 obywatele przyjęli w innym referendum nową konstytucję, która stanowiła kadencję prezydenta na 7-letnią.
Jednym z jego najważniejszych osiągnięć tego okresu był proces przeniesienia stolicy kraju z Ałmaty do Astany w latach 1994–1998.
W drugich w historii kraju wyborach prezydenckich z 10 stycznia 1999, startował jako kandydat bezpartyjny. Wygrał w pierwszej turze uzyskując 81% głosów. Jego główny kontrkandydat – Serykbołsyn Äbdyldin z Komunistycznej Partii Kazachstanu uzyskał 11,9% głosów.

#### Trzecia i czwarta kadencja (2006–2015)
W wyborach które odbyły się 4 grudnia 2005, Nazarbajew startujący z ramienia partii Nur Otan uzyskał wynik 91,15% głosów. Pokonując byłego przewodniczącego parlamentu Żarmachana Tujakbaja, zapewnił sobie trzecią kadencję na stanowisku. Oficjalnie objął urząd 11 stycznia 2006.
18 maja 2007 prezydent Nazarbajew wprowadził zmiany w konstytucji, jedną z nowelizacji było skrócenie kadencji prezydenta z 7 do 5 lat. 4 lipca 2007 na ogólnokrajowym zjeździe został wybrany przewodniczącym rządzącej partii Nur Otan.
Podczas swojej trzeciej i czwartej kadencji Nursułtan Nazarbajew zaktywizował swoją politykę handlową, przemysłową i strategiczną względem państw spoza Wspólnoty Niepodległych Państw. W 2009 prezydenci Kazachstanu i Indii podpisali umowę o współpracy w dziedzinie technologii jądrowych. 1 stycznia 2010 Kazachstan stanął na czele Organizacji Bezpieczeństwa i Współpracy w Europie, w związku z tym wydarzeniem zorganizowano w Astanie szczyt państw OBWE. W lutym 2012 rządy Kazachstanu i Niemiec przygotowały umowę surowcową wiążącą się z wydobyciem przez Niemców rzadkich metali znajdujących się na terenie Kazachstanu, potrzebnych do produkcji urządzeń typu high tech.
14 czerwca 2010 Parlament Republiki Kazachstanu zatwierdził ustawę nadającą Nursułtanowi Nazarbajewowi tytuł „przywódcy narodu” (Jelbasy, kaz. Елбасы).
Po uznaniu przez Radę Konstytucyjną za niezgodny z prawem pomysł wydłużenia kadencji Nazarbajewa do 2020 roku, prezydent postanowił rozpisać przedterminowe wybory prezydenckie. Początkowo miały się one odbyć w 2012 roku, kiedy kończyła się 7-letnia kadencja rozpoczęta w 2005 roku. Ostatecznie wybory odbyły się 3 kwietnia 2011, Nazarbajew uzyskał w nich 95,55% głosów w pierwszej turze.
15 grudnia 2012 Nazarbajew ogłosił długoterminową strategię rozwoju „Kazachstan 2050”. Za główne postanowienia obrano tworzenie nowego modelu społecznego, rozwój edukacji i ochrony zdrowia, wzmocnienie państwowości i szerokie wsparcie przedsiębiorczości. Jest to drugi, po „Kazachstan 2030” (1997) plan rozwoju zapoczątkowany przez Nazarbajewa.
1 lipca 2013 Nazarbajew rozmawiał w Astanie z brytyjskim premierem Davidem Cameronem. Podczas tego spotkania prezydent powiedział do brytyjskiego szefa rządu:

Ludzie z pana wyspy patrzą na przestrzeń poradziecką jak na obszar tkwiący w wiekach średnich, którego mieszkańcy jeżdżą na wielbłądach i koniach (…). Brytyjska demokracja parlamentarna ma 600 lat. Nam, oczywiście, aż tyle czasu to nie zabierze. Robimy postępy.

W lutym 2014 prezydent Nazarbajew stwierdził, iż rozważa zmianę nazwy swojego kraju. Według prezydenta, odrzucenie końcówki -stan wyróżniałoby bogaty w zasoby naturalne Kazachstan od ubogich krajów ościennych. Nowa nazwa mogłaby brzmieć „Kazach Eli”, czyli „Kraj Kazachów”. Nazarbajew zaznaczył jednak, iż wszelkie ewentualne zmiany zostaną dokonane dopiero po konsultacjach ze społecznością.

#### Stanowisko wobec konfliktu na Ukrainie
Od momentu wybuchu Euromajdanu, aneksji Krymu przez Rosję oraz podczas trwania wojny na wschodzie Ukrainy prezydent Nazarbajew prowadził politykę neutralności. Chcąc załagodzenia sytuacji nie opowiadał się stanowczo po żadnej ze stron. Mimo iż Kazachstan był jednym z najbliższych sojuszników Rosji, podczas trwania ukraińskiego konfliktu stosunki pomiędzy tymi państwami uległy znacznemu pogorszeniu. Wbrew chęci Władimira Putina, aby utrzymać wpływy w Azji Środkowej, władze Kazachstanu potencjalne inicjatywy zaczęły kierować w stronę innych państw. Napięcie między prezydentami wzrosło po tym, jak rosyjski przywódca powiedział, że „Kazachowie nie mieli państwowości”. Wiele osób odebrało tę wypowiedź jako obraźliwą. W reakcji na te słowa w internecie zorganizowano akcję „Wyślij Putinowi podręcznik historii”. 26 sierpnia 2014 Nazarbajew uczestniczył w szczycie Unia Europejska – Ukraina – Euroazjatycka Unia Celna, na którym dyskutowano o uregulowaniu sytuacji na Ukrainie. 5 grudnia 2014 w Astanie Nursułtan Nazarbajew spotkał się z prezydentem Francji François Hollandem, podczas tego spotkania zaapelował o nielekceważenie Rosji oraz dialog nawet teraz, gdy „zaufanie między światowymi potęgami jest na zerowym poziomie”. Podczas spotkania z prezydentem Ukrainy Petrem Poroszenką w Kijowie 22 grudnia 2014 Nazarbajew potwierdził wznowienie współpracy wojskowej między krajami oraz ustalił szczegóły dotyczące dostaw kazachskiego węgla na Ukrainę, co miałoby wyprzeć z tamtego rynku surowiec z Rosji.

#### Piąta kadencja (2015–2019)
W przyśpieszonych wyborach prezydenckich, które odbyły się 26 kwietnia 2015, partia Nur Otan po raz kolejny nominowała Nursułtana Nazarbajewa jako kandydata na prezydenta. Poparły go także Partia Patriotów Kazachstanu i Demokratyczna Partia Kazachstanu Ak Żoł. W pierwszej turze zdobył 97,75% głosów i zdeklasował dwóch kontrkandydatów. 29 kwietnia 2015 został zaprzysiężony na kolejną 5-letnią kadencję.
28 lipca 2015 Nursułtan Nazarbajew podpisał podczas uroczystej ceremonii w Genewie traktat akcesyjny włączający Kazachstan w grono państw członkowskich Światowej Organizacji Handlu (WTO).
26 października 2017 prezydent Nursułtan Nazarbajew wydał dekret nr 569, który zobowiązuje rząd do przeprowadzenia najpóźniej do 2025 reformy, zmieniającej zapis języka kazachskiego z cyrylicy na alfabet łaciński.

#### Ustąpienie ze stanowiska prezydenta
19 marca 2019 w orędziu telewizyjnym ogłosił, że rezygnuje ze sprawowania urzędu prezydenta po niemal 28 latach u władzy (z mocą obowiązującą od następnego dnia). 20 marca 2019 Kasym-Żomart Tokajew przejął obowiązki prezydenta, a zaprzysiężenie odbyło się podczas wspólnego posiedzenia obu izb kazachskiego parlamentu. Tokajew na początku miał pełnić urząd do końca obecnej kadencji prezydenckiej, wygasającej w kwietniu 2020 roku, jednak 9 kwietnia 2019 ogłosił, że wybory prezydenckie odbędą się 9 czerwca 2019.
23 listopada 2021 Nazarbajew ogłosił zamiar ustąpienia ze stanowiska przewodniczącego partii Nur Otan na rzecz Kasyma-Żomart Tokajewa. Tokajew został wybrany nowym przewodniczącym i zaprzysiężony 28 stycznia 2022 podczas nadzwyczajnego zjazdu partii.
Mimo ustąpienia ze stanowiska prezydenta Nazarbajew zachował szerokie wpływy będąc przewodniczącym Rady Bezpieczeństwa Kazachstanu. 5 stycznia 2022 został odwołany z tej funkcji przez prezydenta Tokajewa w następstwie wybuchu masowych protestów. Od początku kryzysu Nazarbajew nie pojawił się publicznie, jedynie w początkowej fazie protestów w oświadczeniu wyraził wsparcie dla Tokajewa.

#### Ocena
Nursułtan Nazarbajew jest postacią kontrowersyjną. Zwolennicy podkreślają jego duży wkład w rozwój kazachskiej gospodarki, zapewnienie stabilizacji politycznej i dynamiczny rozwój społeczny. Nazarbajew zasłynął w latach 90. XX w. jako promotor pokoju, gdy rozkazał zlikwidować odziedziczony przez Kazachstan poradziecki arsenał nuklearny. Polityka wewnętrzna prezydenta opierała się na idei kooperacji między wszystkimi grupami narodowościowymi i etnicznymi w kraju, a takie rozwiązanie umożliwiło załagodzenie różnic w społeczeństwie i uniknięcie konfliktów, dzięki czemu Kazachstan zaczął wyróżniać się na tle innych krajów regionu. Przeciwnicy oskarżali go o tendencje autorytarne oraz tłamszenie opozycji.

#### Wyniki w wyborach prezydenckich
| Data             | Wynik  | Liczba głosów | Poparcie polityczne                  |
| ---------------- | ------ | ------------- | ------------------------------------ |
| 1 grudnia 1991   | 98,80% | 8 681 276     | Komunistyczna Partia Kazachskiej SRR |
| 10 stycznia 1999 | 81,00% | 5 846 817     | bezpartyjny                          |
| 4 grudnia 2005   | 91,15% | 6 147 517     | Nur Otan                             |
| 3 kwietnia 2011  | 95,55% | 7 850 958     | Nur Otan                             |
| 26 kwietnia 2015 | 97,75% | 8 833 250     | Nur Otan                             |

## Życie prywatne
Jego żoną jest Sara Nazarbajewa (ur. 1941). Ma z nią trzy córki: Darigę, Dinarę i Aliję.
Nazarbajew słynie z zamiłowania do sportu oraz zdrowego trybu życia. Gra w tenisa, jeździ na nartach, pływa i ćwiczy na siłowni.

## Nagrody

### Odznaczenia
- Medal Amanullaha Chana (2015)
- Order Wielkiego Badra (2004)
- Wielka Gwiazda Zasługi Odznaki Honorowej za Zasługi dla Republiki (2000)
- Wielka Wstęga Orderu Leopolda
- Order Przyjaźni Narodów (2015)[34][35]
- Order Króla Tomisława (2001)[36]
- Order Achmada Kadyrowa
- Wielka Wstęga Orderu Nilu
- Order Krzyża Ziemi Maryjnej (2011)[37]
- Krzyż Wielki Orderu Białej Róży (2008)
- Krzyż Wielki Orderu Lwa Finlandii (2009)
- Krzyż Wielki Orderu Legii Honorowej (2008)
- Krzyż Wielki Orderu Zbawiciela (2001)
- Order Chryzantemy (2008)
- Order Niepodległości (2007)
- Złota Gwiazda Bohatera Kazachstanu (2019)
- Order „Ojczyzna” (2019)
- Order „Złoty Orzeł” (1996)
- Medal „Astana”
- Medal „10 lat Niepodległości Republiki Kazachstanu”
- Medal „10 lat Sił Zbrojnych Republiki Kazachstanu”
- Medal 10-lecia Konstytucji Republiki Kazachstanu
- Medal „Z okazji 100-lecia kolei w Kazachstanie”
- Medal 10-lecia Parlamentu Republiki Kazachstanu
- Medal „60 lat Zwycięstwa w Wielkiej Wojnie Ojczyźnianej 1941–1945”
- Medal „10 lat Astany”
- Order „Manas” (2015)[38][39][40]
- Order Heydəra Əliyeva (2017)[41]
- Wielki Krzyż Orderu Witolda Wielkiego (2000)
- Krzyż Wielki Orderu Korony Dębowej (2008)
- Krzyż Wielki Orderu Trzech Gwiazd (2008)[42]
- Order św. Karola (2013)[43]
- Order Orła Białego (2002)[44]
- Order Aleksandra Newskiego (2015)[45][46][47]
- Order św. Andrzeja
- Medal 850-lecia Moskwy
- Medal „Upamiętnienia 300-lecia Petersburga”
- Medal „Upamiętnienia 1000-lecia Kazania”
- Medal 140-lecia Senatu Parlamentu Rumunii (2007)
- Order Narodowy Gwiazdy Rumunii (1999)
- Order Republiki Serbii I stopnia (2013)[48]
- Order Podwójnego Białego Krzyża I klasy (2007)[49][50]
- Order Ismoili Somoni (2000)
- Order Państwowy Republiki Tureckiej (2009)
- Order Księcia Jarosława Mądrego (1997)
- Order Wolności (2010)[51]
- Order „Za wybitne zasługi” (1998)
- Krzyż Wielki z Łańcuchem Orderu Zasługi Republiki Węgierskiej (2007)[52]
- Order św. Michała i św. Jerzego (2000)
- Kawaler Krzyża Wielkiego Udekorowany Wielką Wstęgą Orderu Zasługi Republiki Włoskiej (1998)
- Order Zajida (2009)
- Order Czerwonego Sztandaru Pracy (1980)
- Order „Znak Honoru” (1972)
- Medal „Za rozwój dziewiczych ziem”
- Medal jubileuszowy „70 lat Sił Zbrojnych ZSRR”
- i inne

### Wyróżnienia
- Tytuł doktora honoris causa Chrześcijańskiego Uniwersytetu Dimitrie Cantemira w Bukareszcie (2008)[53]
- Status Turk El Ata („Duchowy Przywódca Ludów Tureckich”) nadany przez organizację World Turks Qurultai(inne języki) (2017)[54]